# 会同県
会同県（かいどう-けん）は中華人民共和国湖南省懐化市に位置する県。長江の支流で、洞庭湖へ注ぐ沅江が流れている。

## 歴史
1102年（崇寧元年）に北宋により三江県として設置され、1103年（崇寧2年）に会同県と改称された。

## 行政区画
- 鎮：林城鎮、坪村鎮、堡子鎮、団河鎮、若水鎮、広坪鎮、馬鞍鎮、金竹鎮
- 郷：沙渓郷、高椅郷、地霊郷、連山郷
- 民族郷：金子岩トン族ミャオ族郷、宝田トン族ミャオ族郷、漠浜トン族ミャオ族郷、蒲穏トン族ミャオ族郷、青朗トン族ミャオ族郷、炮団トン族ミャオ族郷